# Horreum
Un horreum (utilizzato generalmente al plurale: horrea) era un magazzino pubblico annonario utilizzato in epoca romana. Il termine latino ha il significato di "granaio", ma gli edifici che ebbero questo nome erano utilizzati per il deposito di diversi tipi di merci.
Alla fine del periodo imperiale esistevano a Roma circa 300 horrea e i più importanti erano di enormi dimensioni. La quantità di spazio disponibile negli horrea pubblici era tale che alla morte di Settimio Severo nel 211 vi era contenuta una quantità di cibo sufficiente a sfamare la popolazione di Roma per sette anni.
I primi horrea pubblici conosciuti furono costruiti a Roma alla fine del II secolo a.C., ad opera di Gaio Gracco (123 a.C.). Il termine fu in seguito impiegato per designare qualsiasi luogo adibito alla custodia delle merci (anche per le cantine - horrea subterranea - o i luoghi in cui erano custodite opere d'arte o le biblioteche).
Horrea di minori dimensioni si trovavano in tutte le città romane dell'impero; gli horrea militari erano ospitati negli accampamenti romani, e vi erano conservate provviste sufficienti per un anno, da utilizzare in caso di assedio.
Vi erano conservati prevalentemente beni alimentari. Alcuni horrea pubblici furono utilizzati in modo simile alle banche, per custodire beni di valore.

## Descrizione

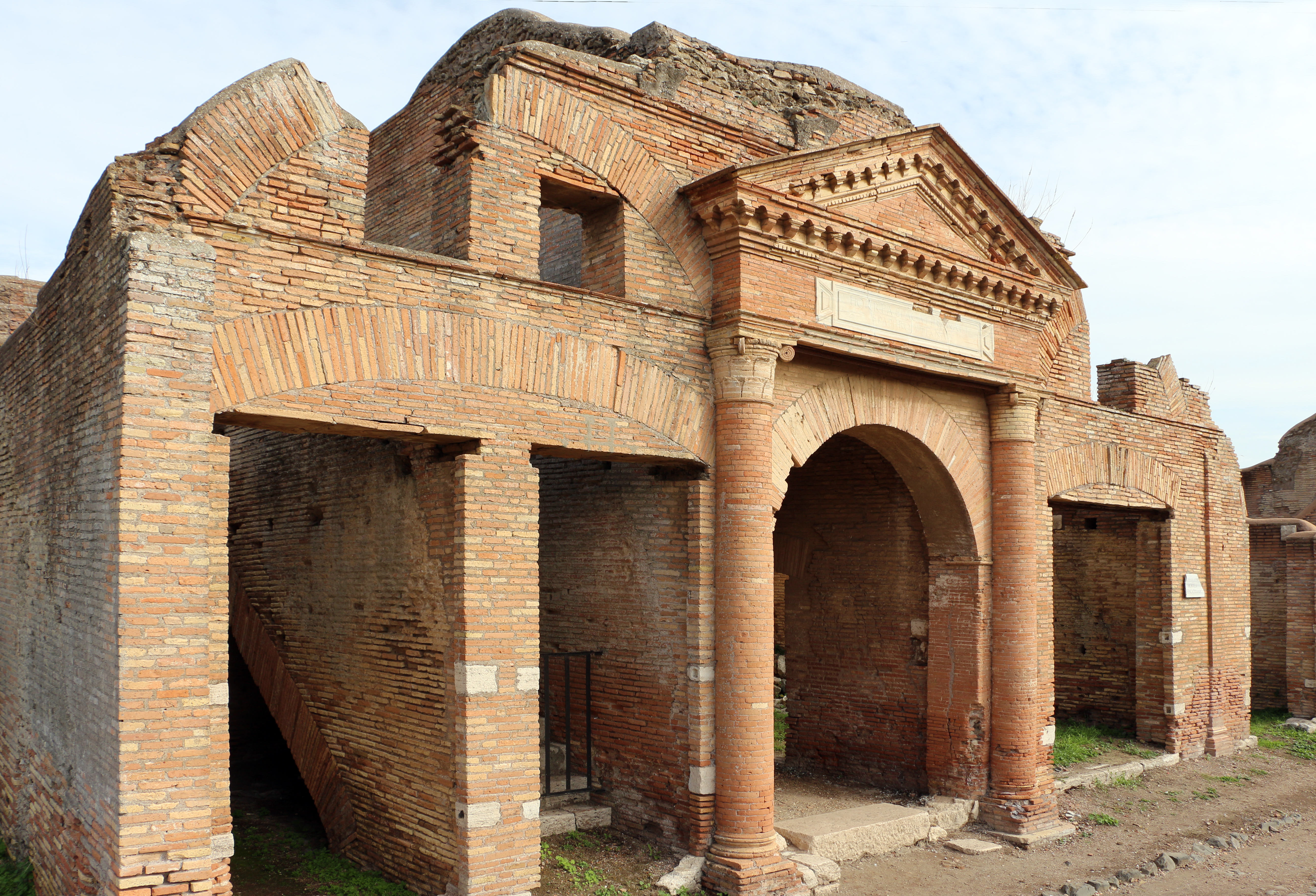
L'Horrea Epagathiana et Epaphroditiana, un horreum di Ostia costruito c. 145-150 d.C.

Gli horrea di Roma e del suo porto (Ostia antica) avevano generalmente uno o due piani, con il piano superiore raggiungibile da rampe, oppure con scale. Gli ambienti (tabernae) si articolavano intorno ad un cortile interno, che in alcuni casi (Ostia antica) venne sacrificato nelle realizzazioni più recenti per realizzarvi altre file di ambienti disposte schiena contro schiena. Molti horrea  servivano anche da piccoli centri commerciali, raggruppando file di negozi negli ambienti disposti intorno a dei cortili (tabernae).
Nel Medio Oriente avevano una pianta differente, ed erano generalmente costituiti da una fila di profonde  tabernae, aperte tutte sullo stesso lato, derivata dalla tradizione locale.
Spesso gli horrea erano costruiti con mura spesse, per ridurre il pericolo di incendi, e con finestre strette e collocate in alto per evitare i furti; gli ingressi erano protetti con elaborati sistemi di chiusura.
Prendevano il nome dalle merci che vi venivano conservate (e probabilmente vendute), come gli horrea candelaria (per la cera), gli horrea cartaria per la carta o gli horrea piperitaria per le spezie. Singoli edifici presero il nome dagli individui che ne vollero la costruzione, come gli horrea Galbana, dall'imperatore Galba, o dai proprietari, come gli horrea Epagathiana et Epaphroditiana di Ostia antica